# Clytia uchidai
Clytia uchidai is een hydroïdpoliep uit de familie Campanulariidae. De poliep komt uit het geslacht Clytia. Clytia uchidai werd in 1961 voor het eerst wetenschappelijk beschreven door Kramp. 